# Material-Förder- und Siloeinheit

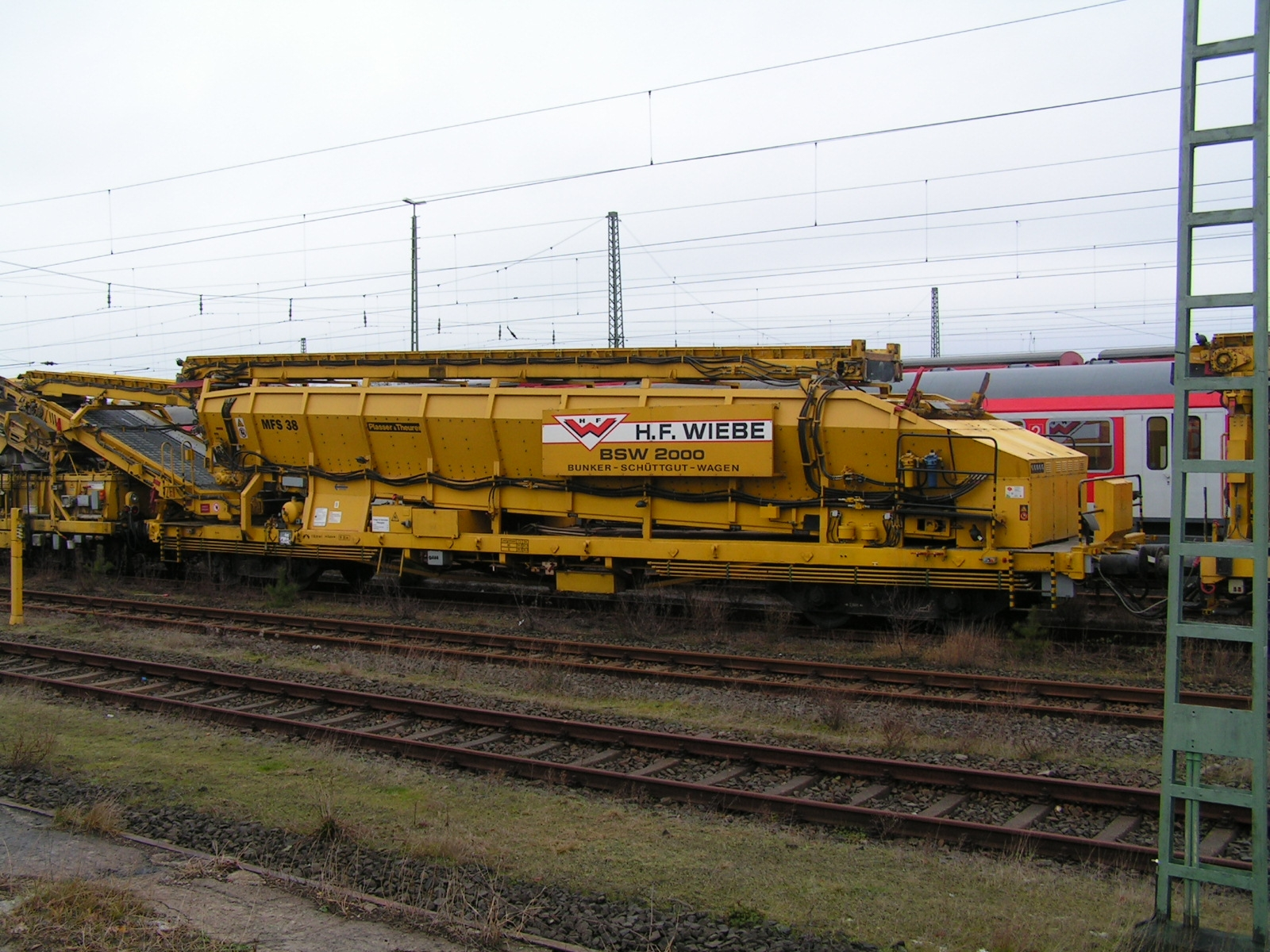
BSW 2000 des Herstellers Plasser & Theurer im Besitz des Gleisbauunternehmens „Wiebe“

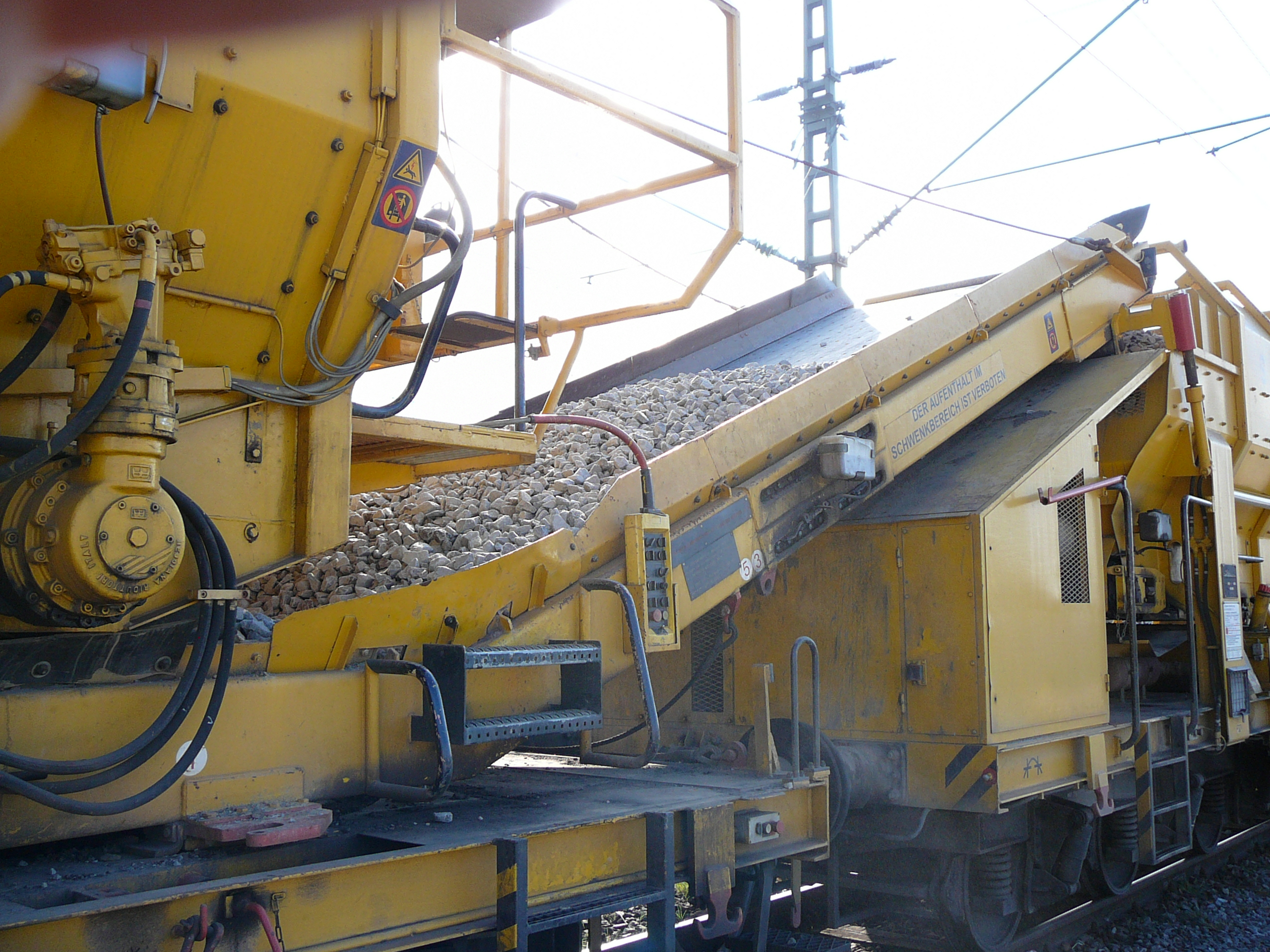
Förderband zwischen zwei MFS 40

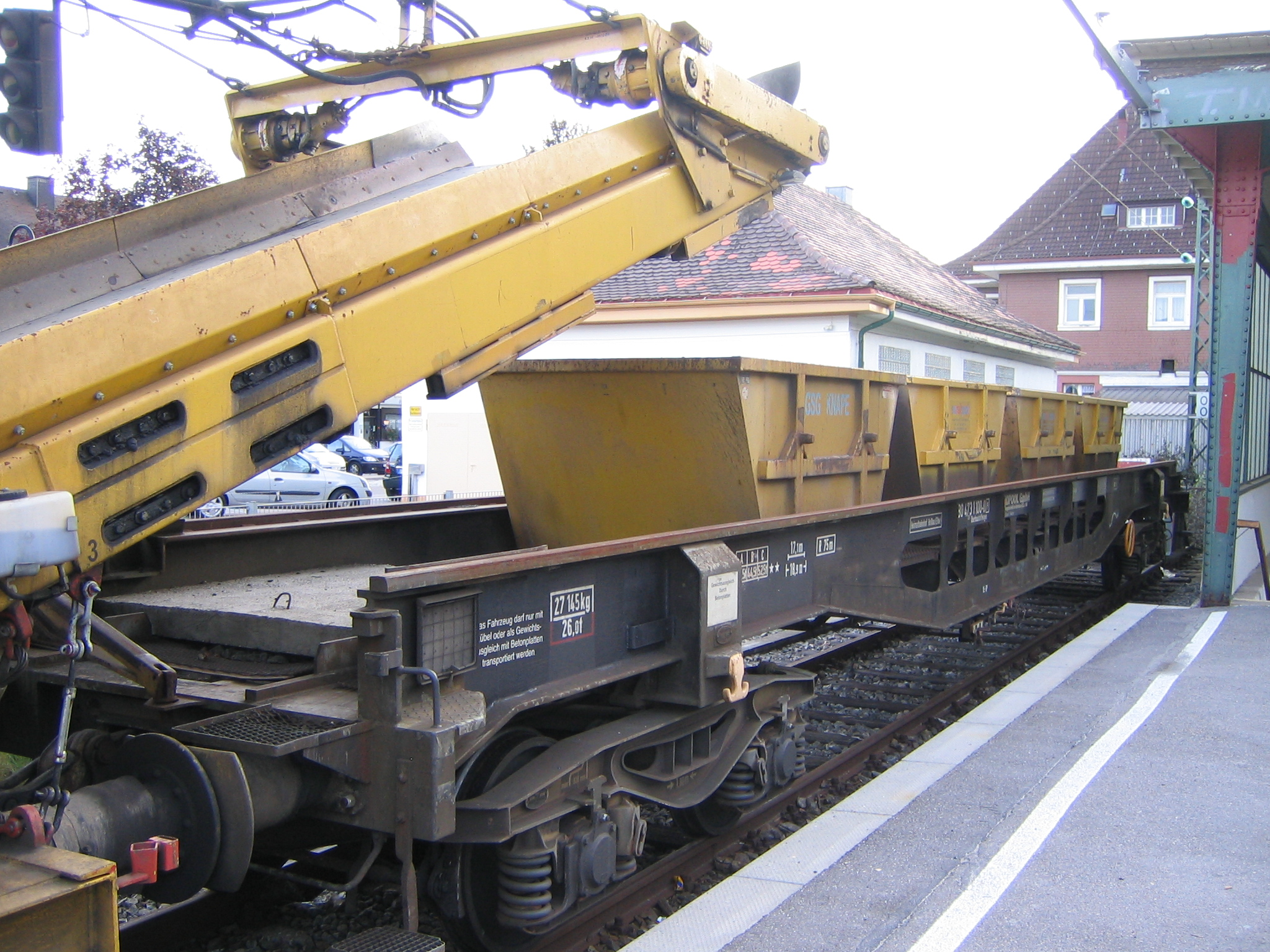
Schotterbehälter hinter dem Förderband

Eine Material-Förder- und Siloeinheit (MFS) ist ein Gleisbauwagen und dient zum Transport von Schotter oder des Abraums im Rahmen der Schotterbettreinigung oder Untergrundsanierung.
Am Boden jedes MFS befindet sich ein über die ganze Wagenbreite gehendes Förderband. Die hintere Stirnseite ist geschlossen. Am vorderen Ende des Wagens ist ein nach links oder rechts schwenkbares Förderband angeordnet, welches zum Entladen bzw. zur Weitergabe des Transportgutes dient, dadurch kann das Material auf bereitgestellte Bahnwagen, Behältertransportwagen, LKW oder auf Halden gefördert werden. Für die Energieversorgung der Förderbänder ist unterhalb des hinteren Rahmen des Fahrzeugs ein Dieselmotor mit Hydraulikkomponenten angeordnet.
Seit 2017 sind die ersten mit Hybridantrieb ausgerüsteten MFS 33 mit auf Baustellen in der Schweiz im Einsatz. Im reinen Elektromodus, gespeist über ein Akkupaket, ist eine volle Arbeitsschicht ohne Emissionen möglich. Dies bietet insbesondere im Tunnel- sowie Agglomerationsbereich einen großen Mehrwert.

## Arbeitsweise

### Beladevorgang
Das Aushubmaterial fällt von der Arbeitsmaschine (z. B. Bettungsreinigungsmaschine oder Bagger) auf das Förderband am Boden einer MFS, wird zum Übergabeförderband transportiert und zur nächsten MFS übergeben. Dieser Vorgang wiederholt sich, bis die letzte sich im Zug befindliche MFS erreicht ist. Bei dieser MFS ist das Übergabeband und das im Boden befindliche Förderband in Ruhestellung, bis die obere Füllgrenze erreicht wird. Dann wird das im Boden befindliche Förderband in Bewegung gesetzt und dadurch freier Raum im Übergabebereich der vorherigen MFS für die weitere Beladung geschaffen.

Ist eine MFS gefüllt, wird sie entweder einzeln oder – wenn weitere MFS befüllt worden sind – im Zugverband zu einer Entladestelle gefahren und dort durch die schwenkbaren Übergabebänder entladen.

### Entladevorgang
Das Übergabeförderband ist bei den meisten MFS schwenkbar und somit in der Lage, auch Bereiche außerhalb des Gleises zu erreichen. Nachdem das Übergabeband in Bewegung gesetzt worden ist, wird das sich im Boden befindliche Förderband aktiviert und somit die MFS vollständig entleert. Die Entladedauer einer MFS 40 (Zuladung 33 Tonnen) beträgt ca. acht Minuten.

## Bauarten
Man unterscheidet zwischen folgenden Bauarten:
- Material-Förder- und Siloeinheit (MFS 33)
- Material-Förder- und Siloeinheit (MFS 38)
- Material-Förder- und Siloeinheit (MFS 40)
- Material-Förder- und Siloeinheit (MFS 40 D)
- Material-Förder- und Siloeinheit (MFS 60)
- Material-Förder- und Siloeinheit (MFS 100-S)
- Material-Förder- und Siloeinheit (MFS 250)
- Bandspeichergerät (BSG 60)
- Bunkerschüttgutwagen (BSW 2000), entsprechend MFS 38
- Zweiwege-MFS